# Riff Raff (película de 2024)
Riff Raff es una película de comedia y crimen estadounidense de 2024 dirigida por Dito Montiel, escrita por John Pollono y protagonizada por Jennifer Coolidge, Gabrielle Union, Pete Davidson, Ed Harris y Bill Murray.
La película se estrenó en el Festival Internacional de Cine de Toronto de 2024. Fue estrenada el 28 de febrero de 2025 por Roadside Attractions y Grindstone Entertainment Group.

## Sinopsis
La vida de un ex criminal se ve trastocada cuando su antigua familia comparece para un esperado ajuste de cuentas.

## Reparto
- Jennifer Coolidge como Ruth, la exesposa de Vincent
- Ed Harris como Vincent
- Gabrielle Union como Sandy, la esposa de Vincent
- Lewis Pullman como Rocco, el hijo asesino de Vincent y Ruth.
- Pete Davidson como Lonnie, el secuaz de Leftie
- Bill Murray como Leftie
- Miles J. Harvey como DJ
- Emanuela Postacchini como Marina, la novia de Rocco
- Michael Covino como Jonathan, el hijo fallecido de Leftie
- P.J. Byrne como Garrison
- Brooke Dillman como Janet

## Producción
Los productores son Noah Rothman de Canopy Media Partners y Marc Goldberg y Sarah Gabriel de Signature Films. En mayo de 2023, Dustin Hoffman, Jennifer Coolidge, Gabrielle Union y Brian Cox fueron elegidos para la película. En noviembre de 2023, Ed Harris, Lewis Pullman, Miles J. Harvey y Pete Davidson se unieron al elenco, y Harris reemplazó a Cox. En diciembre de 2023, se reveló que Bill Murray se había unido al elenco, reemplazando a Hoffman. En mayo de 2024, se reveló que Emanuela Postacchini se unió al elenco.
La fotografía principal estaba prevista comenzar en septiembre de 2023. En noviembre de 2023, el rodaje estaba en marcha en Nueva Jersey.

## Estreno
Riff Raff se estrenó en el Festival Internacional de Cine de Toronto el 9 de septiembre de 2024. Se proyectó en el Festival de Cine de Victoria el 16 de febrero de 2025. Fue estrenada en Estados Unidos el 28 de febrero de 2025 por Roadside Attractions y Grindstone Entertainment Group.